# Carlo da Camerino
Carlo da Camerino  est le nom que la critique d'art attribue à  un peintre italien originaire de Camerino dans les Marches, qui aurait été actif entre le XIVe et le XVe siècle. Celui-ci est associé aujourd'hui à l'artiste Olivuccio da Ciccarello

## Histoire
En réalité, il semble que ce nom soit le fruit d'une interprétation erronée faite en 1935 à partir d'un écrit daté de 1396, sur une peinture sur bois conservée dans l'église San Michele Arcangelo à Macerata Feltria :
ALV......DECI..CARELLU DA CAMERINO PIN...
Le critique d'art Cesare Brandi interpréta l'inscription comme la signature de son auteur :
................CAROLLU DA CAMERINO PINXIT
À partir de ce moment l'hypothèse de l'existence d'un peintre marchesan avec ce nom prit forme et ainsi de nombreux travaux lui furent attribués dont la Vierge à l'Enfant de Mondavio, datant de l'année 1400.
En 2002, à l'occasion de l'exposition  Il Quattrocento a Camerino, le chercheur Matteo Mazzalupi a fait une nouvelle interprétation de l'écrit :
ALVUCCIU DE CICCARELLU DA CAMERINO PINXIT
attribuant ainsi la peinture au peintre Olivuccio di Ciccarello da Camerino.
Ainsi à partir de 2002, toutes les œuvres attribuées antérieurement à Carlo da Camerino ont été rendues a Olivuccio di Ciccarello da Camerino ce qui laisse supposer un accord unanime sur la nouvelle attribution.

## Œuvres
- Vierge à l'Enfant (1400), Mondavio.